# Референдум щодо членства Норвегії в Європейському Союзі (1994)
27 і 28 листопада 1994 року в Норвегії відбувся референдум про вступ до Європейського Союзу. Після тривалого періоду гострих дебатів сторона «ні» перемогла з 52,2 % голосів при явці 88,6 %. Членство тодішнього Європейського співтовариства (Євроунії) раніше було відхилено на референдумі 1972 року та накладеним французьким вето в 1962 році.

## Кампанія

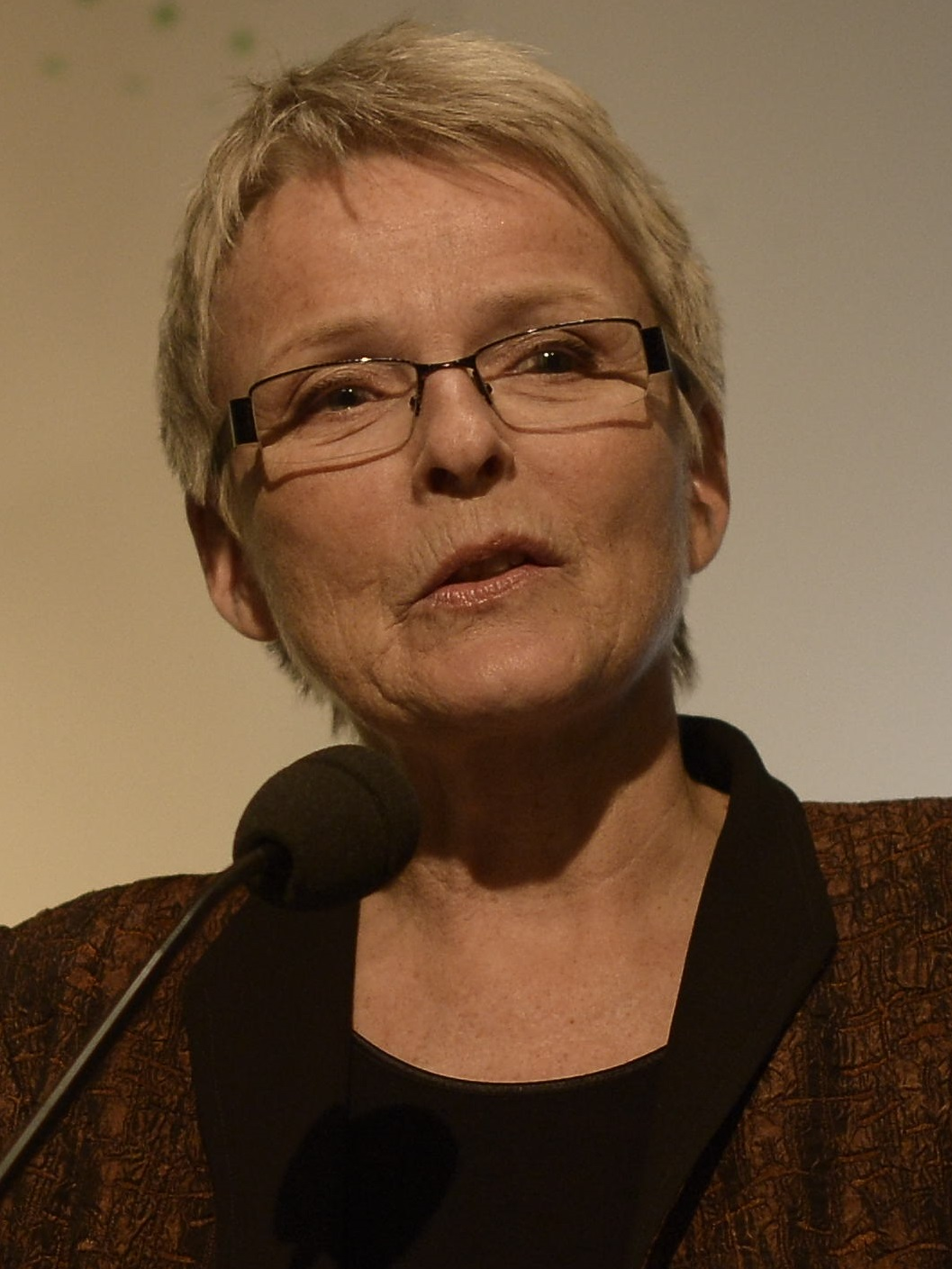
Анне Енґер Ланстейн

Кампанію «Ні» очолювала Анне Енґер Ланстейн, лідерка Центристської партії. Основними темами кампанії «Ні» були втрата суверенітету у випадку приєднання Норвегії до Європейського співтовариства (Євроунії), а також фундаментальні відмінності в економічній структурі Норвегії та ЄС, оскільки економіка Норвегії в основному базується на природних ресурсах (особливо нафті та рибі), на відміну від більш індустріальної економіки ЄС.
Прем'єр-міністр країни Ґру Гарлем Брунтланн очолила кампанію «Так». Її партія, Лейбористська партія, розділилася щодо питання членства Норвегії в ЄС. Вона відмовилася погрожувати піти у відставку, якщо референдум не приведе до голосування «за», на тій підставі, що в Лейбористській партії могли виникнути більш серйозні розбіжності. Основними аргументами сторони «Так» було те, що як європейська країна Норвегія належить до Європейського Союзу і що економіка Норвегії виграє від членства.
За словами Юна Еріка Фоссума (норв. John Erik Fossum), професора політології ARENA, Центру європейських досліджень Університету Осло, «той факт, що Норвегія вже підписала угоду про ЄЕЗ, полегшив людям голосування проти, оскільки вони знали, що Норвегія запевнила ринок ЄС доступ».

## Результати

### По всій країні
| Вибір   | Голосів   | %     |
| ------- | --------- | ----- |
| Проти   | 1 516 803 | 52,18 |
| За      | 1 389 997 | 48,82 |
| Усього  | 2 906 800 |       |
| Явка    | 2 908 210 | 89,04 |
| Виборці | 3 266 064 |       |

### За виборчим округом

| Естфолл                                     | 185 441 | 307 | 163 338 (88) | 87 390 (54)  | 75 998 (46)  |
| Акерсгус                                    | 322 029 | 443 | 293 331 (91) | 187 126 (64) | 106 205 (36) |
| Осло                                        | 360 340 | 497 | 317 585 (88) | 211 550 (67) | 106 035 (33) |
| Гедмарк                                     | 146 468 | 215 | 129 674 (89) | 55 367 (43)  | 74 307 (57)  |
| Оппланн                                     | 142 911 | 251 | 126 245 (88) | 55 702 (44)  | 70 543 (56)  |
| Бускерюд                                    | 174 271 | 240 | 154 345 (89) | 88 281 (57)  | 66 064 (43)  |
| Вестфолл                                    | 155 338 | 123 | 138 099 (89) | 78 698 (57)  | 59 401 (43)  |
| Телемарк                                    | 125 401 | 106 | 110 136 (88) | 46 478 (42)  | 63 658 (58)  |
| Еуст-Агдер                                  | 73 841  | 68  | 64 927 (88)  | 28 805 (44)  | 36 122 (56)  |
| Вест-Агдер                                  | 108 226 | 58  | 96 318 (89)  | 43 947 (46)  | 52 371 (54)  |
| Ругаланн                                    | 251 790 | 166 | 227 485 (90) | 103 066 (45) | 124 419 (55) |
| Гордаланн                                   | 313 511 | 244 | 281 543 (90) | 122 942 (44) | 158 601 (56) |
| Согн-ог-Ф'юране                             | 80 104  | 52  | 71 650 (89)  | 22 761 (32)  | 48 889 (68)  |
| Мере-ог-Ромсдал                             | 180 426 | 178 | 160 713 (89) | 61 715 (38)  | 98 998 (62)  |
| Сер-Треннелаг                               | 194 869 | 239 | 171 007 (88) | 77 035 (45)  | 93 972 (55)  |
| Нур-Треннелаг                               | 96 344  | 50  | 86 110 (89)  | 31 018 (36)  | 55 092 (64)  |
| Нурланн                                     | 183 703 | 226 | 162 474 (88) | 46 394 (29)  | 116 080 (71) |
| Трумс                                       | 113 840 | 57  | 101 428 (89) | 28 860 (28)  | 72 568 (72)  |
| Фіннмарк                                    | 57 211  | 51  | 50 342 (88)  | 12 862 (26)  | 37 480 (74)  |
| Джерело: Dataset European Election Database |         |     |              |              |              |